# Kate Pace
Katherine „Kate“ Pace-Lindsay (* 13. Februar 1969 in North Bay, Ontario) ist eine ehemalige Skirennläuferin aus Kanada. Sie war vor allem in der Abfahrt erfolgreich.

## Biografie
Der Anfang ihrer Karriere war von Verletzungen geprägt. Ihre erste Weltcup-Saison fuhr Pace 1990/91, wo sie im japanischen Furano Vierte in der Abfahrt wurde. Kurz darauf verletzte sie sich im Abfahrtstraining von Lake Louise schwer. Kaum genesen, musste sie die Saison 1991/92 infolge eines Kreuzbandrisses beenden und konnte so nicht an den Olympischen Winterspielen in Albertville teilnehmen.
In die Weltcup-Saison 1992/93 startete sie mit einem 5. Rang. Im Super-G von Cortina d’Ampezzo brach sie sich bei einem Sturz das Handgelenk. Mit einer Gipsmanschette startete Pace bei den Trainingsläufen für die Weltmeisterschaftsabfahrt in Morioka und erreichte mehrere Bestzeiten. Im Rennen konnte sie ihre Trainingsergebnisse bestätigen und gewann die Goldmedaille vor Astrid Lødemel und Anja Haas. Wenige Wochen später gewann sie in der letzten Saisonabfahrt in Hafjell ihr erstes Weltcuprennen.
Ihr zweiter und letzter Weltcupsieg gelang ihr in der ersten Abfahrt der Folgesaison in Tignes. Zwei weitere Male erreichte sie in diesem Winter das Podium und wurde hinter Katja Seizinger Zweite im Abfahrtsweltcup. Bei den Olympischen Winterspielen 1994 wurde Pace Fünfte in der Abfahrt und Zwölfte im Super-G.
In den darauffolgenden Saisonen konnte sie an ihre Erfolge nicht mehr anschließen. Bei den Weltmeisterschaften 1996 in der Sierra Nevada verfehlte sie als 4. die Bronzemedaille um 1/100 Sekunde. Kate Pace beendete ihre Rennkarriere 1998.

## Erfolge
- Weltmeisterschaften 1993: 1. Abfahrt
- Weltmeisterschaften 1996: 4. Abfahrt
- Olympische Winterspiele 1994: 5. Abfahrt, 12. Super-G

### Weltcupsiege
| Datum            | Ort       | Land       | Disziplin |
| ---------------- | --------- | ---------- | --------- |
| 13. März 1993    | Kvitfjell | Norwegen   | Abfahrt   |
| 4. Dezember 1993 | Tignes    | Frankreich | Abfahrt   |

### Sonstiges
- 4 kanadische Meistertitel (Abfahrt 1994, 1996 und 1997; Kombination 1987)